# Mootez Zaddem
Mootez Zaddem (arabe : معتز الزدام), né le 5 janvier 2001 à Sousse, est un footballeur international tunisien. Il joue au poste de milieu de terrain à l'Espérance sportive de Tunis.

## Biographie

### En club
Le 19 septembre 2021, il retourne à l'Étoile du Sahel, son équipe formatrice, sous forme de prêt du Valmiera FC. Le 9 août 2022, il s'engage avec l'Espérance sportive de Tunis.

### En sélection
Avec les moins de 20 ans, il participe à la coupe d'Afrique des nations des moins de 20 ans en 2021. Lors de cette compétition organisée en Mauritanie, il joue six matchs. La Tunisie se classe quatrième du tournoi, en étant battue par la Gambie lors de la « petite finale ».
Il fait ses débuts avec la Tunisie le 3 décembre 2021, lors de la coupe arabe contre la Syrie, en entrant à la 86e minute de jeu. Zaddem joue deux matchs lors de ce tournoi organisé au Qatar, qui voit la Tunisie s'incliner en finale face à l'Algérie.

## Palmarès en sélection
- Vainqueur de la Coupe Kirin en 2022
- Finaliste de la Coupe arabe en 2021